# 진천 김덕숭 효자각
진천 김덕숭 효자각(鎭川 金德崇 孝子閣)은 충청북도 진천군 이월면 사곡리에 있는 효자각이다. 2005년 3월 11일 충청북도의 기념물 제134호로 지정되었다.

## 참고 문헌
- 진천 김덕숭 효자각 - 국가유산청 국가유산포털